# Йонас, Марыля
Марыля Йонас (также Maryla Jonas, пол. Maryla Jonasówna; 31 мая 1911 Варшава — 3 июля 1959 Нью-Йорк) — польская пианистка еврейского происхождения, лауреат 2-го Международного конкурса пианистов им. Фредерика Шопена в Варшаве.

## Биография

### Начало карьеры пианистки
Родилась в многодетной семье польских евреев доктора Станислава Ионаса и Регины Барской. Увлекшись игрой на фортепиано и будучи талантливой в этой области, начала учиться игре на этом инструменте в детстве, сначала у Влодзимежа Оберфельта. В возрасте восьми лет дебютировала на первом публичном концерте с оркестром под управлением Эмиля Млынарского, где была признана «вундеркиндом». Затем, одиннадцатилетней девочкой, в 1922 году она была принята в Варшавскую консерваторию (класс Юзефа Турчинского). В 12 лет впервые выступила на симфоническом утреннике в Варшавской филармонии.

### Годы пребывания в Польше
За свою карьеру приняла участие в нескольких конкурсах пианистов, в том числе в двух конкурсах имени Шопена в Варшаве. Готовясь выступить на конкурсе Шопена, она поехала в Морж на консультации по игре на фортепиано к Игнатию Яну Падеревскому, а затем в Вену к Эмилю фон Зауэру.
В 1927 году выступила одной из самых юных участниц 1-го Международного конкурса пианистов им. Фредерика Шопена, но выбыла после отборочного тура, не дойдя до финала. Пять лет спустя, в 1932 году, она получила звание лауреата на 2-м конкурсе имени Шопена. Кроме того, она приняла участие в Международном конкурсе пианистов в Вене (1933), где получила почётный диплом с серебряной медалью, и в конкурсе им. Эжена Изаи в Брюсселе (1938 г.). Выступала во многих европейских странах, в том числе в Германии, Франции, Нидерландах, Дании и Швеции. В период 1927—1928 годов выступала на Моцартовских фестивалях в Байройте и Зальцбурге.
Перед началом Второй мировой войны часто давала концерты в Польше, в том числе в Варшавской филармонии, где среди прочего она сыграла Концерт для фортепиано с оркестром № 1 ми минор Хенрика Мельцера-Щавиньского, Партиту для фортепиано с оркестром Альфредо Казеллы. В то время она впервые вышла замуж за известного польского криминалиста. Она часто выступала на сольных концертах с разнообразным репертуаром. На Польском радио ее можно было услышать в трансляциях шопеновских концертов.

### Период эмиграции в Америке
В первые несколько месяцев Второй мировой войны Марыля Йонас потеряла родителей, мужа и двух братьев, вскоре была арестована гестапо и заключена под стражу. После семи месяцев заключения один из немецких офицеров, слышавший ее игру на концерте, освободил ее и посоветовал идти в посольство Бразилии в Берлине, куда она дошла — пешком — через несколько недель. После того как сотрудники посольства изготовили ей фальшивые документы, она отправилась на пересадочный пункт в Лиссабоне, откуда отправилась в Южную Америку, достигнув Рио-де-Жанейро в Бразилии в 1940 году.
Находясь в тяжелом положении после поездки (физическое и психическое истощение), лечилась в санатории. Ключевым моментом в ее дальнейшей жизни стала встреча в 1940 году с приехавшим на серию сольных концертов выдающимся пианистом-виртуозом Артуром Рубинштейном, который помог ей вернуться к активной творческой жизни. 30 июня 1940 года она дала свой первый после приезда в Южную Америку концерт в Рио-де-Жанейро. В последующие годы она много раз выступала в Рио-де-Жанейро и Буэнос-Айресе, а также в некоторых других странах Латинской Америки. Затем она решила попробовать свои силы в США, где 25 февраля 1946 года выступила в Карнеги-холле в Нью-Йорке в своём первом организованном концерте после окончания войны, который проходил при небольшой аудитории. Её талант заметили только музыкальные критики и журналисты. Джером Д. Бом, музыкальный критик The Herald Tribune, написал в то время лестный отзыв о ней.
Через несколько недель (30 марта) для нее был организован еще один концерт в Нью-Йорке (Карнеги-холл), в котором она имела большой успех, как в артистическом плане, так и по посещаемости. Затем, 10 октября 1946 года, она выступила с Нью-Йоркским филармоническим оркестром под управлением Артура Родзинского, а затем выступила в других американских концертных залах, в том числе в Чикаго, Филадельфии, Цинциннати и Далласе и в Канаде.
В 1946 году вышла замуж во второй раз за врача-эндокринолога Эрнеста Г. Абрахама.

### В конце жизни
Во время одного из своих концертов в 1951 году она потеряла сознание и с тех пор значительно снизила темп своей артистической жизни. Обследование, проведенное вскоре в 1952 году, показало, что это результат редкого заболевания крови. В то время она гастролировала лишь эпизодически, дав несколько концертов. 1 декабря 1956 года она выступила, как оказалось, последний раз с публичным концертом в нью-йоркском Карнеги-холле, с программой из произведений Вольфганга Амадея Моцарта и Фредерика Шопена, но из-за состояния здоровья пропустила некоторые из запланированных произведения и последний Полонез фа-диез минор соч. 44 Шопена сыграла лишь частично, прервав исполнение.
Умерла 3 июля 1959 года в Нью-Йорке в результате продолжительной, прогрессирующей и изнурительной болезни.

## Репертуар и дискография
В ее репертуаре произведения, в том числе Фридерик Шопен, Роберт Шуман, Хенрик Мельцер-Щавинский, Георг Фридрих Гендель или Франц Шуберт. Она записала несколько альбомов для лейбла Columbia Records.
| Альбомы |                                                                              |                  |
| Год     | Заголовок                                                                    | Издатель         |
| 1948 г. | Марыля Йонас, фортепиано. Фортепианная музыка Шопена                         | Columbia Records |
| 1948 г. | Шуман, Сцены из детства, соч. 15. Марыля Йонас, фортепиано                   | Columbia Records |
| 1950 г. | Шопен: Мазурки. Марыля Йонас, фортепиано                                     | Columbia Records |
| 1950 г. | Шопен: Ноктюрны. Марыля Йонас, фортепиано                                    | Columbia Records |
| 1952 г. | Фортепианный концерт Шопена. Марыля Йонас                                    | Columbia Records |
| 1955 г. | Мазурки Шопена. Марыля Йонас, фортепиано                                     | Columbia Records |
| 2000 г. | Мастера фортепиано Мэрила Йонас: Шопен, Шуман, Гендель, Росси, Шуберт        | Pearl            |
| 2017    | История Марыли Йонас — Полное собрание ее фортепианных записей — Ремастеринг | Sony             |
| 2017    | Марыля Йонас исполняет фортепианные миниатюры                                | Sony             |